# Bursa (prowincja)
Bursa (tur. Bursa ili) – jedna z 81 prowincji Turcji, znajdująca się w północno-zachodniej części kraju, nad Morzem Marmara.
Od północy graniczy z prowincją Yalova, od wschodu z prowincjami Bilecik oraz Sakarya, od południa z prowincją Kütahya, od zachodu z prowincją Balıkesir, od północnego wschodu z prowincją Kocaeli.
Władzę w prowincji sprawuje deputowany przez turecki rząd.
Powierzchnia prowincji to 11 043 km². Liczba ludności zgodnie z danymi z 2007 roku wynosi 2 413 971, a gęstość zaludnienia 218,6 osoby/km². Stolicą prowincji jest Bursa.

## Podział administracyjny
Prowincja Bursa dzieli się na 17 dystryktów. Są to:
- Büyükorhan
- Gemlik
- Gürsu
- Harmancık
- İnegöl
- İznik
- Karacabey
- Keles
- Kestel
- Mudanya
- Mustafakemalpaşa
- Nilüfer
- Orhaneli
- Orhangazi
- Osmangazi – główny dystrykt
- Yenişehir
- Yıldırım